# Claushof
Claushof (en luxembourgeois : Claushaff ou Klaushaff ), est un lieu-dit de la commune luxembourgeoise de Helperknapp situé dans le canton de Mersch.

## Géographie
Claushof se situe à une altitude de 336 mètres au nord du CR325 entre Schoenfels et Kiischpelt.

## Histoire

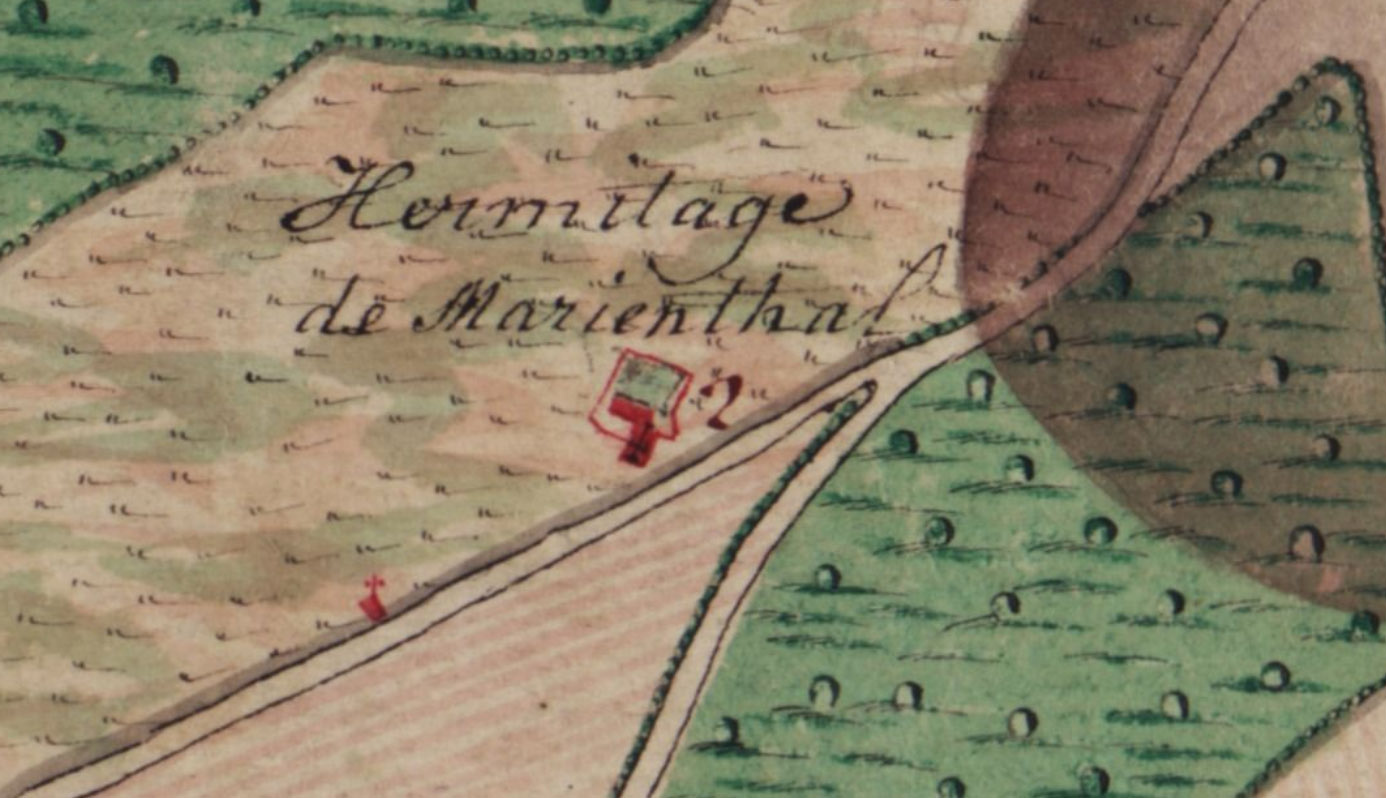
Claushof sur la carte de Ferraris.